# Barrières naturelles du corps
Les barrières naturelles du corps sont des surfaces protectrices qui garantissent l'intégrité corporelle, protègent le corps ou certains organes contre diverses agressions physiques et/ou chimiques. Elles protègent l'intérieur du corps contre les microorganismes pathogènes, tout en offrant, pour certaines (peau, muqueuse buccale, muqueuses intestinale, muqueuse vaginale), un habitat spécifique pour une partie du microbiote (microbiote cutané, microbiote buccal humain, microbiote intestinal, microbiote vaginal…).

## Principales barrières du corps humain
- barrière cutanée
- barrière muqueuse intestinale ;
- barrière placentaire
- barrière hématoencéphalique ;
- barrière pulmonaire
- barrière endothéliale

## Peau

### Introduction
La peau est un organe composé de plusieurs couches de tissus. Elle joue, entre autres, le rôle d'enveloppe protectrice du corps. Chez l'homme, elle est l'un des organes les plus importants du corps en regard de sa surface et de sa masse : chez l'adulte, environ 24 m2 pour 5 kg. 

### Structure
Sur le plan anatomique, la peau comprend deux parties principales. La partie superficielle mince s'appelle l'épiderme, rattachée à une partie interne plus épaisse : le derme. Une troisième couche, plus profonde, constitue l'hypoderme mais n'est classiquement pas assimilée à une couche de peau.

### Immunité
La peau constitue une barrière physique qui protège les tissus et organes sous-jacents des agressions physiques, chimiques et biologiques extérieures. C'est une barrière efficace face aux micro-organismes ; elle permet aussi d'éviter les pertes de fluides corporels et représente une membrane semi-perméable aux liquides extérieurs ; elle est une protection contre les rayons du soleil, notamment grâce à sa pigmentation. 
Certaines cellules épidermiques jouent un rôle important dans la protection immunitaire du corps humain. On y trouve des cellules dendritiques, autrement appelées cellules de Langerhans, qui détectent la présence de pathogène qui se seraient infiltrés à travers la peau. Une fois capturés, ils sont dégradés par ces cellules en épitopes qu'elles vont présenter aux lymphocytes pour les activer contre ces pathogènes.

## Muqueuses
Une muqueuse est une mince couche de tissu constituées d'un épithélium, et de tissu conjonctif sous-jacent qui se nomme chorion. Les muqueuses tapissent les cavités du corps qui sont en continuité avec la peau. Épithélium et chorion sont séparés par une lame basale.

### Emplacement
Les muqueuses sont présentes aussi bien visibles que cachées. Tout le tube digestif (de la bouche à l'anus), tout l'appareil respiratoire, ainsi que les zones uro-génitales (l'utérus, le vagin, le clitoris, la tête du pénis et l'intérieur du prépuce), sont constitués de muqueuses.

### Rôle
La spécificité des muqueuses est d'être en permanence humidifiées et leur rôle majeur est la sécrétion.
La plupart des muqueuses sécrètent un mucus, une substance aqueuse et visqueuse, comme les sécrétions nasales et bronchiques qui servent à empêcher les particules étrangères inhalées d'atteindre les poumons, puis à les emprisonner pour qu'elles n'abîment pas les cellules des alvéoles pulmonaires. Les cils dont sont pourvus ces muqueuses leur permettent de les remonter vers les voies aériennes supérieures puis la bouche et le nez d'où elles sont évacuées par déglutition, mouchage ou éternuement.
Elles sont le lieu de sécrétion des anticorps de type A (IgA), et sont peuplées de nombreuses cellules immunitaires notamment les cellules de type M régulièrement insérées entre les cellules épithéliales, assurant la veille et la lutte contre les pathogènes. Ces derniers peuvent plus facilement pénétrer ce tissu que la peau kératinisée. Les anticorps agglutinent les pathogènes qui, inactivés et devenus trop gros, ne peuvent plus traverser la barrière muqueuse.

## Médecine; pathologies des barrières corporelles
Plusieurs pathologies digestives (ex : maladie inflammatoire chronique de l'intestin) ou extra-digestives (ex : diabète de type 2, obésité, troubles du spectre autistique, maladie de Parkinson) sont associées à des dysfonctions de certaines barrières (« dysbioses ») et en particulier à une altération de la composition et des fonctions du microbiote intestinal. La transplantation fécale est une manière saine et efficace de réparer la barrière intestinale et de soigner certaines infection par la bactérie Clostridium difficile (quand elle profite d'un appauvrissement du microbiote intestinal, par exemple induit par une antibiothérapie.
L'examen de l'aspect, de l'odeur et de l'évolution des muqueuses et des divers mucus est souvent important dans le diagnostic médical.

### Mucites
Les inflammations des muqueuses (buccale, digestive, respiratoire, urovaginale ou oculaire) sont appelées mucites.
Les mucites buccales sont aussi appelées stomatites. Elles peuvent être un effet indésirable des chimiothérapies anticancéreuses (qui souvent visent les cellules qui se divisent, les muqueuses comme la peau se renouvelant régulièrement) et de la radiothérapie. Elles se manifestent par des douleurs, une dysphagie et une dysphonie, et dans les cas sévères surviennent des complications liées à la dénutrition, la déshydratation : des hémorragies, des infections, qui sont le résultat direct de la rupture de cette barrière entre l'extérieur et l'intérieur du corps.